# Lom (planinski vrh)
Lom je jedan od vrhova hrvatske planine Papuk, koja se proteže kroz Slavoniju. Lom je visok 887 metara i nalazi se na granici Požeško-slavonske i Virovitičko-podravske županije u zapadnom dijelu Parka prirode Papuk sjeverozapadno od Velike i jugoistočno od Voćina.